# Jump In!
Jump In! là bộ phim thứ 69 của Disney Channel, đã được ra mắt vào ngày 12 tháng 1 năm 2007. Được công chiếu ở kênh Disney Channel của Anh vào ngày 27 tháng 4 năm 2007. Trong phim, diễn viên đóng chính là Corbin Bleu từng đóng trong High School Musical và Keke Palmer trong Akeelah and the Bee. Trong vai 1 võ sĩ quyền anh nhỏ tuổi, Izzi Daniels (Corbin Bleu), tập luyện để nối bước bố đoạt giải Găng Tay Vàng. Tuy thế, khi bạn của cậu là Mary (Keke Palmer) nhờ cậu thay thế một người trong đội trong cuộc thi Nhảy Dây Đôi và cậu đã khám phá được cảm xúc mạnh mẽ ẩn chứa trong môn nhảy dây. Bộ phim được quay từ tháng 6 đến tháng 7 năm 2006 tại Toronto, Canada.

## Ngày phát hành
| Quốc gia                                                     | Kênh                                                                        | Ngày                                      |
| ------------------------------------------------------------ | --------------------------------------------------------------------------- | ----------------------------------------- |
| Hoa Kỳ                                                       | Disney Channel                                                              | 12 tháng 1 năm 2007                       |
| Australia                                                    | Disney Channel Australia                                                    | 14 tháng 4 năm 2007                       |
| Anh quốc                                                     | Disney Channel UK                                                           | 27 tháng 4 năm 2007                       |
| Đan Mạch                                                     | Disney Channel Scandinavia                                                  | 4 tháng 5 năm 2007                        |
| Đức                                                          | Disney Channel Germany Lưu trữ ngày 16 tháng 7 năm 2007 tại Wayback Machine | 5 tháng 5 2007                            |
| Argentina                                                    | Disney Channel Latin America, Canal 13                                      | 26 tháng 5 năm 2007 & 19 tháng 8 năm 2007 |
| châu Á (Philippines, Malaysia, Hàn Quốc, Thái Lan, Việt Nam) | Disney Channel Asia                                                         | 17 tháng 6 năm 2007                       |
| Chile                                                        | Disney Channel LA Sur                                                       | 27 tháng 5 năm 2007                       |
| Nhật Bản                                                     | Disney Channel Japan                                                        | 19 tháng 5 năm 2007                       |
| Mỹ Latin                                                     | Disney Channel Latinoameria                                                 | 26 tháng 5 năm 2007                       |
| Bồ Đào Nha                                                   | Disney Channel Portugal                                                     | 16 tháng 6 năm 2007                       |
| Italia                                                       | Disney Channel Italy                                                        | 20 tháng 6 năm 2007                       |
| Ấn Độ                                                        | Disney Channel India                                                        | 30 tháng 6 năm 2007                       |
| Đài Loan                                                     | Disney Channel Taiwan                                                       | 7 tháng 7 năm 2007                        |
| Brasil                                                       | Disney Channel Brazil                                                       | 8 tháng 7 năm 2007                        |